# 史氏低鳍鲳
史氏低鰭鯧為輻鰭魚綱鱸形目鯧亞目鯧科的其中一種，分布於中東太平洋區，從加利福尼亞灣至秘魯海域，體長可達30公分，棲息在中底層水域，可做為食用魚。

## 擴展閱讀
維基物種上的相關：史氏低鰭鯧